# Olivella tergina
Espèce
Synonymes
- Oliva tergina Duclos, 1835[1]

Olivella tergina est une espèce de petits escargots de mer de la famille des Olividae.

## Systématique
L'espèce Olivella tergina a été initialement décrite en 1835 par le malacologiste français Pierre-Louis Duclos (1783-1853) sous le protonyme d’Oliva tergina.

## Description
La longueur de sa coquille varie entre 11 et 16 mm.

## Distribution
Cette espèce est présente du Mexique au Panama et au Pérou.